# بيل جوردن (كاتب)
بيل جوردن (بالإنجليزية: Bill Jordan)‏ هو كاتب أمريكي، ولد في 1911 في لويزيانا في الولايات المتحدة، وتوفي في 23 فبراير 1997.